# كأس موزمبيق
كأس موزمبيق (بالبرتغالية: Taça de Moçambique‏) ، هي بطولة رسمية لكرة القدم في موزمبيق ، أسست سنة 1978م.

## وصلة خارجية
- RSSSF